# Antje Misersky
Antje Misersky (tegenwoordig: Antje Harvey) (Maagdenburg, 10 mei 1967) is een voormalig biatlete en langlaufster uit Duitsland. Ze vertegenwoordigde haar vaderland op de biatlon op de Olympische Winterspelen 1992 in Albertville en de Olympische Winterspelen 1994 in Lillehammer.
Misersky begon haar sportcarrière als langlaufster voor Oost-Duitsland. Deze carrière eindigde nadat haar vader, destijds de coach van het nationale team, weigerde haar en de rest van het team doping toe te dienen, waarna ze verbannen werd uit het team. Voor deze weigering ontving ze in 1995 de Heidi-Krieger-Medaille, een prijs voor doping slachtoffers en hun strijd tegen doping in de sport. In 2012 werden zij en haar vader opgenomen in de 'Hall of Fame des deutschen Sports'.
In 1993 trouwde Misersky met Amerikaans biatleet Ian Harvey en in 1995 stopte ze wegens haar zwangerschap met de topsport. Tegenwoordig heeft ze de Amerikaanse nationaliteit en woont ze met haar man en twee dochters Hazel (1996) en Pearl (2001) in de Verenigde Staten.

## Langlaufen

### Resultaten

#### Wereldkampioenschappen
| Jaar | Plaats  | Resultaten       |
| ---- | ------- | ---------------- |
| 1985 | Seefeld | 4x5 km estafette |

#### Wereldbeker
Eindklasseringen
| Seizoen | Plaats |
| ------- | ------ |
| 1985    | 48e    |

## Biatlon

### Resultaten

#### Olympische Winterspelen
| Jaar | Plaats      | Resultaten                                                    |
| ---- | ----------- | ------------------------------------------------------------- |
| 1992 | Albertville | 7,5 km sprint · 15 km individueel · 4x7,5 km estafette        |
| 1994 | Lillehammer | 26e 7,5 km sprint · 9e 15 km individueel · 4x7,5 km estafette |

#### Wereldkampioenschappen
| Jaar | Plaats   | Resultaten                                                     |
| ---- | -------- | -------------------------------------------------------------- |
| 1993 | Borovets | 4e 4x7,5 km estafette                                          |
| 1995 | Antholz  | 14e 7,5 km sprint · 11e 15 km individueel · 4x7,5 km estafette |

#### Wereldbeker
Eindklasseringen
| Seizoen   | Plaats |
| --------- | ------ |
| 1989/1990 | 44e    |
| 1990/1991 | 5e     |
| 1991/1992 | 7e     |
| 1992/1993 | 9e     |
| 1993/1994 | 12e    |
| 1994/1995 | 21e    |

Wereldbekerzeges
| Nr. | Datum            | Plaats      | Onderdeel          |
| --- | ---------------- | ----------- | ------------------ |
| 1.  | 23 januari 1993  | Antholz     | 7,5 km sprint      |
| 2.  | 18 maart 1993    | Kontiolahti | 15 km individueel  |
| 3.  | 19 februari 1995 | Antholz     | 4x7,5 km estafette |